# Endosphaeridae
Famille
Synonymes
- Endosphaeriidae

Les Endosphaeridae sont une famille de Ciliés de la classe des Phyllopharyngea, et de l’ordre des Endogenida.

## Étymologie
Le nom de la famille vient du genre type Endosphaera, dérivé du grec ενδο / endo-, « intérieur », et -sphaer-, « sphère », en référence à la forme de l'organisme et à sa vie parasitaire à l'intérieur d'un hôte.

## Description
Les Endosphaeridae ont une taille petite (<80 µm) à moyenne (80 à 200 µm). Leur trophonte est ovoïde à sphéroïde. Ils n’ont pas de pédoncule et pas de tentacules. Leur essaims sont sphéroïdes à ellipsoïdes, avec plusieurs cinéties « transversales » ; ils sont produits par monogemmie ou polygemmie. Leur macronoyau est globulaire à ellipsoïde. Micronoyau et vacuole contractile sont présents.
Selon Kudo (1954) le genre type Endosphaera, est sphérique, dépourvu de lorica (loge) et de tentacules. Il se reproduit par bourgeonnement endogène. L’essaim comporte trois bandes ciliaires équatoriales
L’espèce Endosphaera engelmanni  qui mesure 15 à 41 μm, s’intègre dans le cytoplasme de son hôte. L'essaim mesure de 13 à 19 µm de diamètre.

## Habitat
Les Endosphaeridae vivent en milieu marin et en eau douce uniquement comme endoparasites de cellules et de tissus d'autres organismes, tels que les ciliés, les vers turbellarriés et les mollusques bivalves.
Selon Kudo (1954) le genre type Endosphaera vit en eau douce et eau salée, en parasite chez les ciliés Peritricha, notamment chez Opisthonecta henneguyi (cilié de la famille des Opisthonectidae).

## Liste des genres
Selon GBIF (31 juillet 2024) :
- Endosphaera Engelmann, 1876 genre type
  - espèce type : non spécifié par Engelmann, parmi les espèces Endosphaera engelmanni Entz, 1896[4].
- Physaliella Pénard, 1920-21
- Trypanococcus Zacharias, 1885

Selon Lynn (2010) :
- Acoelophthirius Jankowski in Dovgal, 2002
- Endosphaera Engelmann, 1876 genre type

## Systématique
Le nom valide de ce taxon est Endosphaeridae Endosphaeridae Jankowski, in Corliss, 1979.